# Curt Joël
Curt Walter Joël (Greiffenberg, 18 gennaio 1865 – Berlino, 15 aprile 1945) è stato un giurista e funzionario tedesco Fu l'alto funzionario del Ministero della giustizia per gran parte degli anni '20 e all'inizio degli anni '30, durante l'era della Repubblica di Weimar. Joël fu anche ministro ad interim della Giustizia e nel 1931/32 fu membro del secondo gabinetto di Heinrich Brüning.

## Biografia

### Famiglia
Curt Walter Joël nacque il 18 gennaio 1865 a Greiffenberg, in Slesia, in quello che allora era il Regno di Prussia. Suo padre, Hermann (1827–1880), era un avvocato e notaio lì (poi a Bromberg) e proveniva da una famiglia di mercanti ebrei di Danzica. La madre di Curt Joël era Else (nata Pollack, 1843–90), anch'essa di una famiglia di mercanti ebrei. Dopo la morte del marito, nel 1883 sposò Theodor Römpler, fondatore e primario del sanatorio di famiglia Görbersdorf. Suo cugino Otto Joel (1856-1916) fu fondatore e presidente di lunga data della Banca Commerciale Italiana.
Curt Joël sposò Vally von Dressler (1880-1968) a Breslavia nel 1899. Ebbero una figlia e un figlio.

### Primi anni
Studiò giurisprudenza a Jena, e Berlino. Dal 1899 fu procuratore ad Hannover e Berlino, dal 1903 al 1906 presso il Kammergericht e dal 1906 al 1908 fu assistente giudiziario presso la Reichsanwaltschaft  a Lipsia. Nel 1908 fu promosso a Geheimer Regierungsrat e Vortragender Rat presso il Reichsjustizamt (Ministero imperiale della Giustizia).
Allo scoppio della prima guerra mondiale, Joël prestò servizio come Landwehroffizier presso il dipartimento di controspionaggio dello Stellvertretender Generalstab a Berlino. Dall'inizio del 1915 fino al novembre 1917 fu Hauptmann (capitano), responsabile di un dipartimento nel Belgio occupato (noto come Generalgouvernement) e capo della Zentralpolizeistelle (quartier generale della polizia) del Generalgouvernement. Rimase attivo anche nel controspionaggio. Nel 1915 combatté con determinazione, ma senza successo, contro l'esecuzione della cittadina britannica Edith Cavell, dichiarata colpevole di tradimento.
Nell'ottobre 1917 divenne Direktor presso il Reichsjustizamt e successivamente fu nominato deputato Bundesratsbevollmächtigter di Prussia (rappresentante nel Bundesrat). All'inizio del 1918, Joël riprese a lavorare a una riforma del diritto penale a cui aveva lavorato in precedenza nel 1908 (prima bozza) e dal 1911 come membro della Große Strafrechtskommission. Insieme a tre collaboratori terminò il progetto di riforma nel 1919.

### Carriera nella Repubblica di Weimar

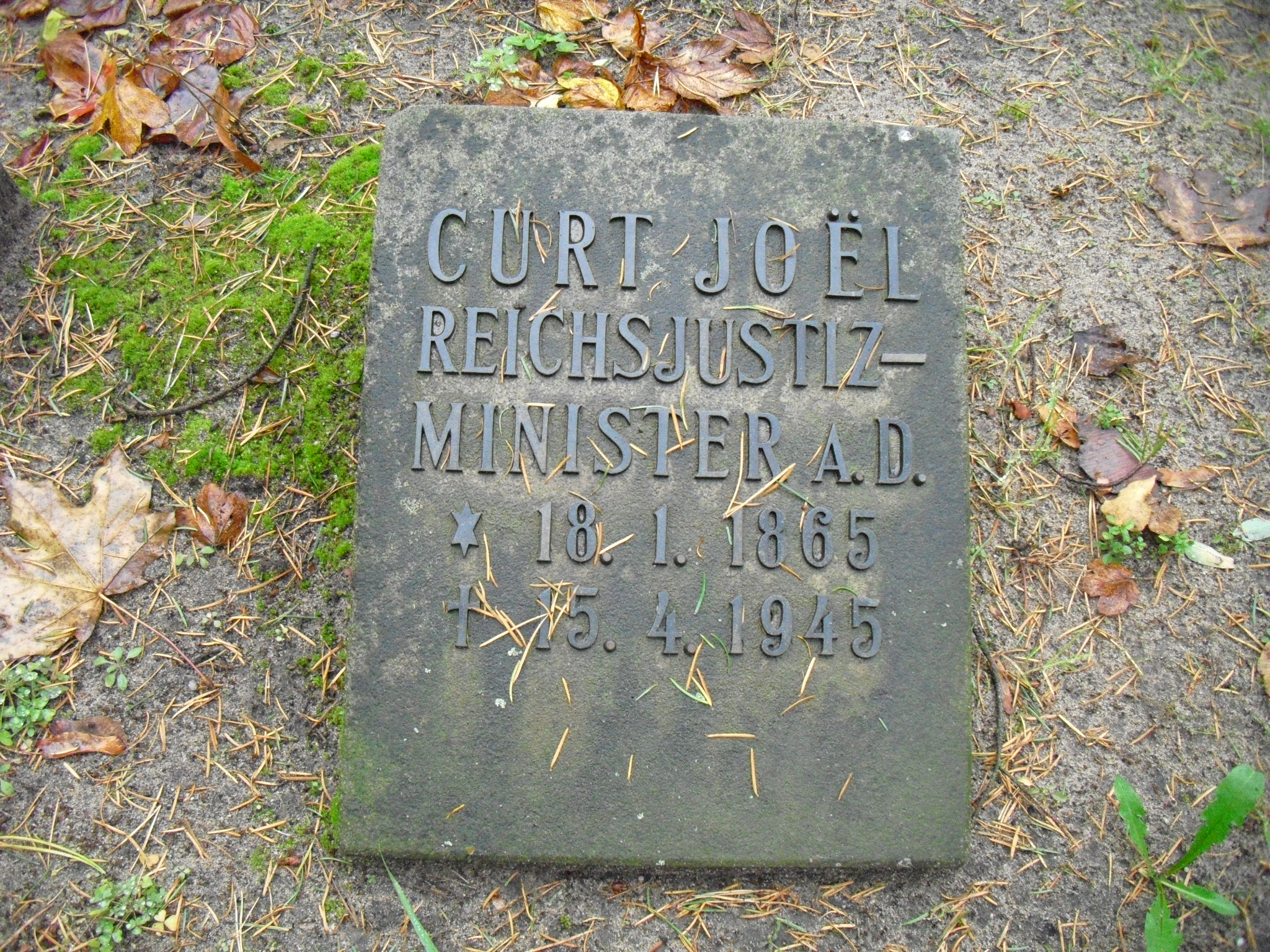
Tomba del ministro Joël nel cimitero di Heerstrasse a Berlino-Westend.

A quel punto, l'Impero era stato sostituito con una repubblica, ma Joël continuò a lavorare al Reichsjustizministerium (Ministero della Giustizia) e all'inizio del 1920 divenne Unterstaatssekretär (sottosegretario) e il 1 aprile 1920 Staatssekretär . Durante il Putsch di Kapp nel marzo 1920, Joël organizzò una conferenza dei sottosegretari ministeriali e poi si recò da Kapp per pronunciare la loro dichiarazione unanime contro i golpisti ed a favore del governo legittimo.
Servì con competenza e lealtà un totale di undici ministri e 15 gabinetti, provenienti da una varietà di contesti politici. Mai membro di nessun partito, Joël rappresentava il funzionario pubblico apolitico e tecnocratico. Lavorò per mantenere il ministero libero dalla politica dei partiti, il che contribuì all'alta stima in cui il ministero era tenuto da altri ministeri, governi statali e parlamento.
Nell'ottobre 1931, a quel punto di nuovo ministro ad interim dal 1930, Joël accettò la richiesta di Brüning di diventare ministro della Giustizia nel suo secondo gabinetto. Il gabinetto si dimise nel giugno 1932 e Joël rifiutò quindi l'offerta di Franz von Papen di unirsi al suo successore, poiché non voleva partecipare alla prevista revoca del divieto legale di Sturmabteilung e Schutzstaffel, che aveva precedentemente co-firmato in diritto.
Joël morì il 15 aprile 1945 a Berlino.